# WWE Women's Crown Jewel Championship
El WWE Women's Crown Jewel Championship (Campeonato Femenino Crown Jewel de WWE, en español) es un campeonato de lucha libre profesional creado y utilizado por la empresa WWE para sus marcas Raw y SmackDown, que se defiende anualmente en el evento Crown Jewel.

## Historia
El 5 de octubre de 2024, durante el evento Bad Blood, el director de contenido de WWE, Paul «Triple H» Levesque, anunció que las regentes titulares del Campeonato Mundial Femenino y del Campeonato Femenino de WWE se enfrentarían entre sí anualmente en Crown Jewel, presentando en la ocasión el nuevo cinturón que se le otorgará a la ganadora. 
Cada año, las campeonas mundiales de las marcas Raw y SmackDown competirán en un combate por el Campeonato Crown Jewel. Sin embargo, ninguno de los dos títulos estarán en juego.
Tras el anuncio, para la edición inaugural quedó establecido el combate entre Liv Morgan, campeona mundial femenina, y Nia Jax, campeona femenina de WWE.

## Campeonas

### Campeona actual
La campeona actual e inaugural es Liv Morgan, quien se encuentra en su primer reinado. Morgan logró el título tras derrotar a Nia Jax el 2 de noviembre de 2024 en Crown Jewel.

### Lista de campeonas
| N.º     | Campeona   | Lucha                  | Lucha       | Lucha                | Estadísticas  | Estadísticas  | Notas y referencias                                 |
| N.º     | Campeona   | Fecha                  | Evento      | Ubicación            | Reinado       | Días          | Notas y referencias                                 |
| ------- | ---------- | ---------------------- | ----------- | -------------------- | ------------- | ------------- | --------------------------------------------------- |
| WWE Raw | WWE Raw    | WWE Raw                | WWE Raw     | WWE SmackDown        | WWE SmackDown | WWE SmackDown | WWE SmackDown                                       |
| 1       | Liv Morgan | 2 de noviembre de 2024 | Crown Jewel | Riad, Arabia Saudita | 1             | 246+          | Derrotó a Nia Jax en un Champion vs Champion Match. |